# تأشير الكالسيوم

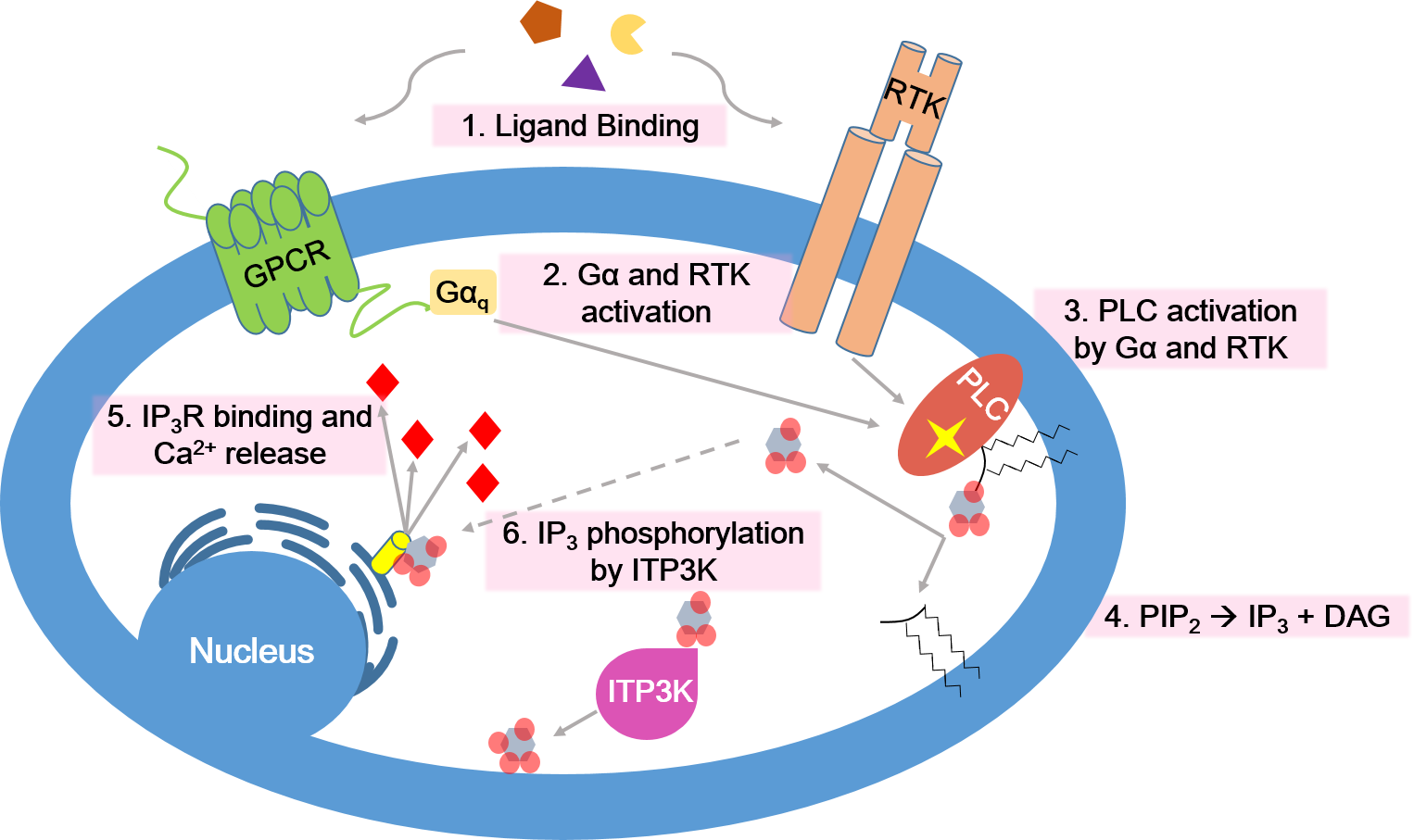

تأشير الكالسيوم (بالإنجليزية: Calcium signaling)‏ هي من العمليات المُهمة في تأشير الخلية، حيثُ تعتبر أيونات الكالسيوم من الأيونات المهمة في تأشير الخلية، حيثُ أنها بمجرد دخولها العصارة الخلوية تؤدي إلى آثار تنظيمية تفارغية على العديد من الإنزيمات والبروتينات. وأيضًا يُساهم الكالسيوم في توصيل الإشارة، مؤديًا إلى تنشيط القنوات الأيونية أو يعمل كمرسال ثاني بواسطة مسارات توصيل الإشارة غير المُباشرة مثل المستقبلات المقترنة بالبروتين ج.